# Podiceps auritus
El zampullín cuellirrojo (Podiceps auritus) es una especie de ave podicipediforme de la familia Podicipedidae propia de Eurasia y Norteamérica.

## Descripción

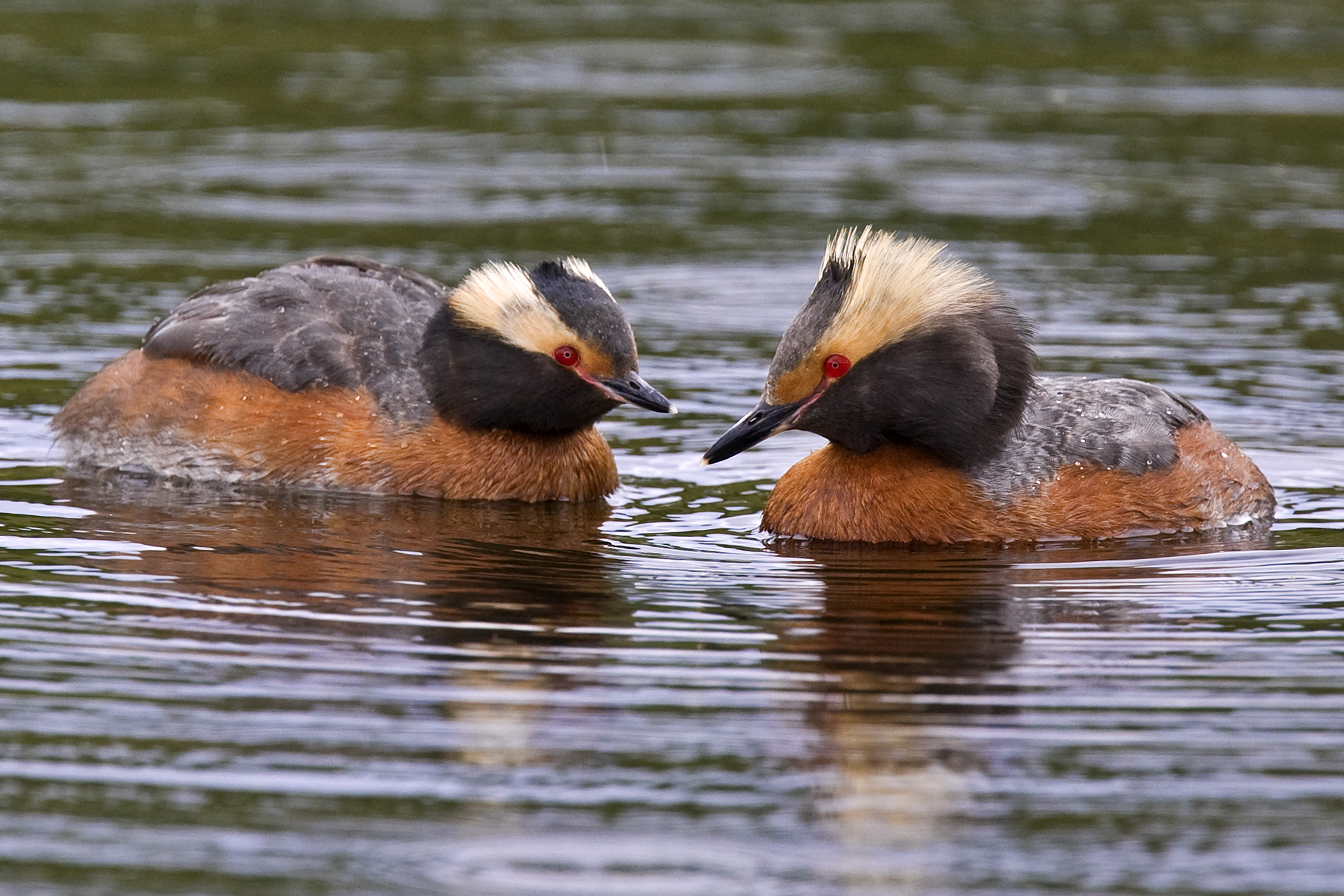
Macho y hembra en plumaje nupcial.

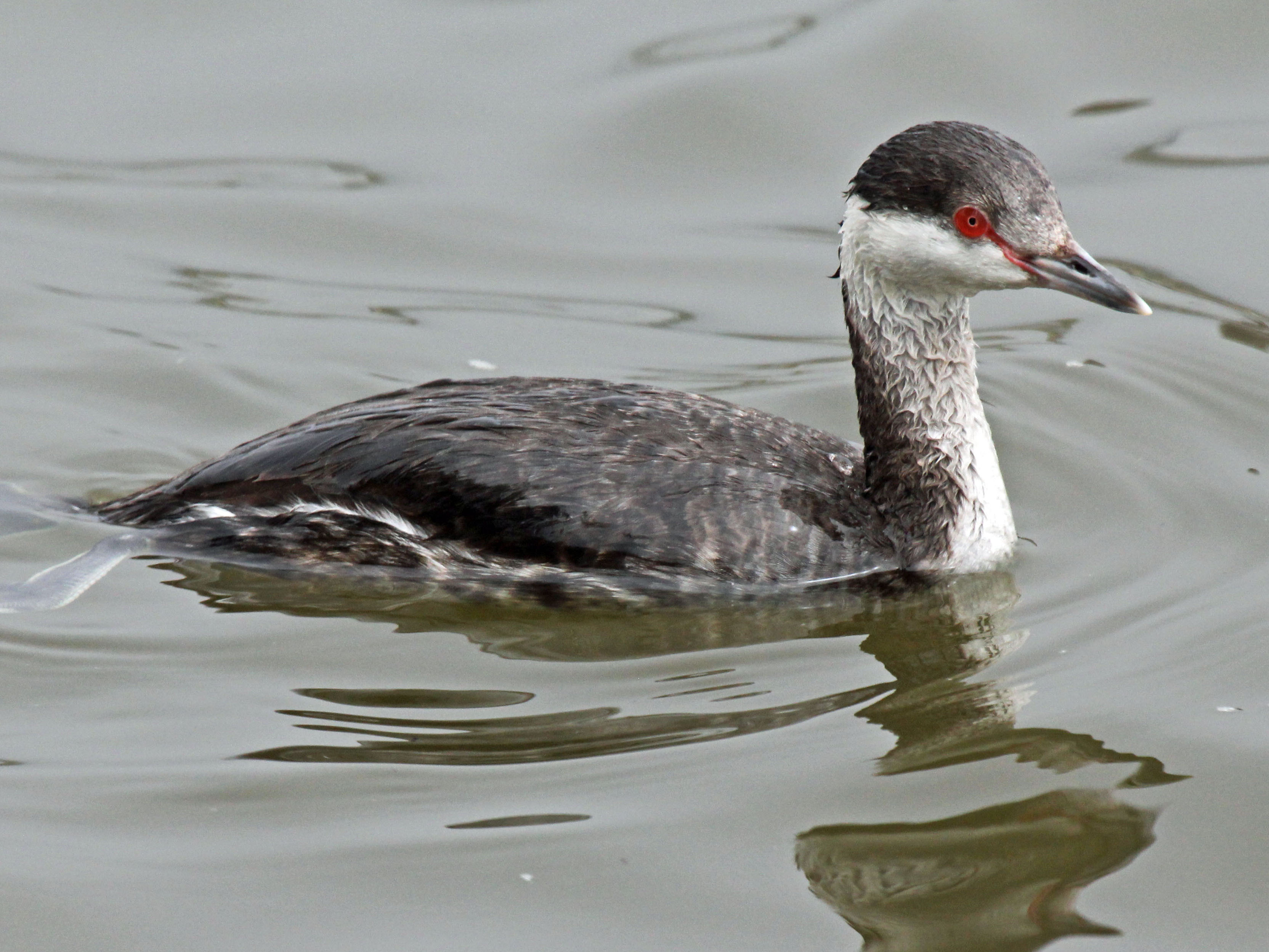
Ejemplar en plumaje no reproductivo.

Se trata de un zampullín pequeño y con un cuerpo rechoncho. Mide entre 31–38 cm de largo, con una envergadura alar de 59–65 cm, y pesa alrededor de 400 g. En verano es inconfundible, tanto el macho como la hembra tienen la cabeza negra, con un píleo plano y dos penachos en los laterales de color amarillo anaranjado en forma de cuña, que parten de los ojos hacia atrás. También el plumaje de sus mejillas negras sobresale en forma de cuña. Su cuello, pecho y flancos son de color castaño rojizo. Su espalda y parte de superior de las alas son negras, mientras que su vientre y la parte inferior de sus alas son blancos, aunque quedan ocultos cuando nadan. Su ojo es de color rojo intenso, y tiene el pico negro, largo y puntiagudo, con la punta blanca. En invierno su plumaje pasa a ser de color gris oscuro en las partes superiores, con las mejillas y las partes inferiores blancas, incluida la parte frontal del cuello.

## Taxonomía y etimología
El zampullín cuellirrojo fue descrito científicamente por Carlos Linneo en 1758 en la décima edición de su obra Systema naturae, con el nombre de colymbus auritus, que significa «colimbo con orejas». Posteriormente fue trasladado al género Podiceps, creado por John Latham en 1787, aunque clasificado como el resto de su familia junto los colimbos en Colymbiformes. Hasta el siglo XX no se separaron los somormujos y zampullines en su propio orden, Podicipediformes. Se reconocen dos subespecies de zampullín cuellirrojo:
- P. a. auritus, (Linnaeus, 1758) - ocupa Eurasia;
- P. a. cornutus, (Gmelin, 1789) - presente en Norteamérica.

La etimología tanto del nombre de su género como el de su especie es latina. Podiceps procede de la combinación de las palabras podex/podicis que significa «ano» y pes que significa «pie», en referencia a la posición trasera de sus patas. Por su parte, auritus, que procede de auris (oreja), significa «con orejas», en alusión a la forma del plumaje de su cabeza en época de cría.

## Distribución y hábitat
El zampullín cuellinegro cría en los lagos del norte de Eurasia y Norteamérica. En invierno migra a las costas del Atlántico y Pacífico norte. En Europa llega a las costas del norte de España, en Asia llega a las costas Chinas a la altura de Taiwán y en Norteamérica hasta el Caribe mexicano; además de a zonas del norte del Mediterráneo y mar Negro y el sur del Caspio. En la época invernal se establece generalmente en aguas costeras abrigadas y estuarios fangosos, y con menos frecuencia en aguas interiores.

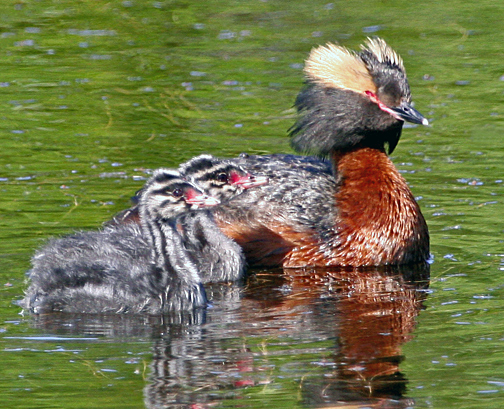
Hembra con sus crías en Alaska.

## Comportamiento

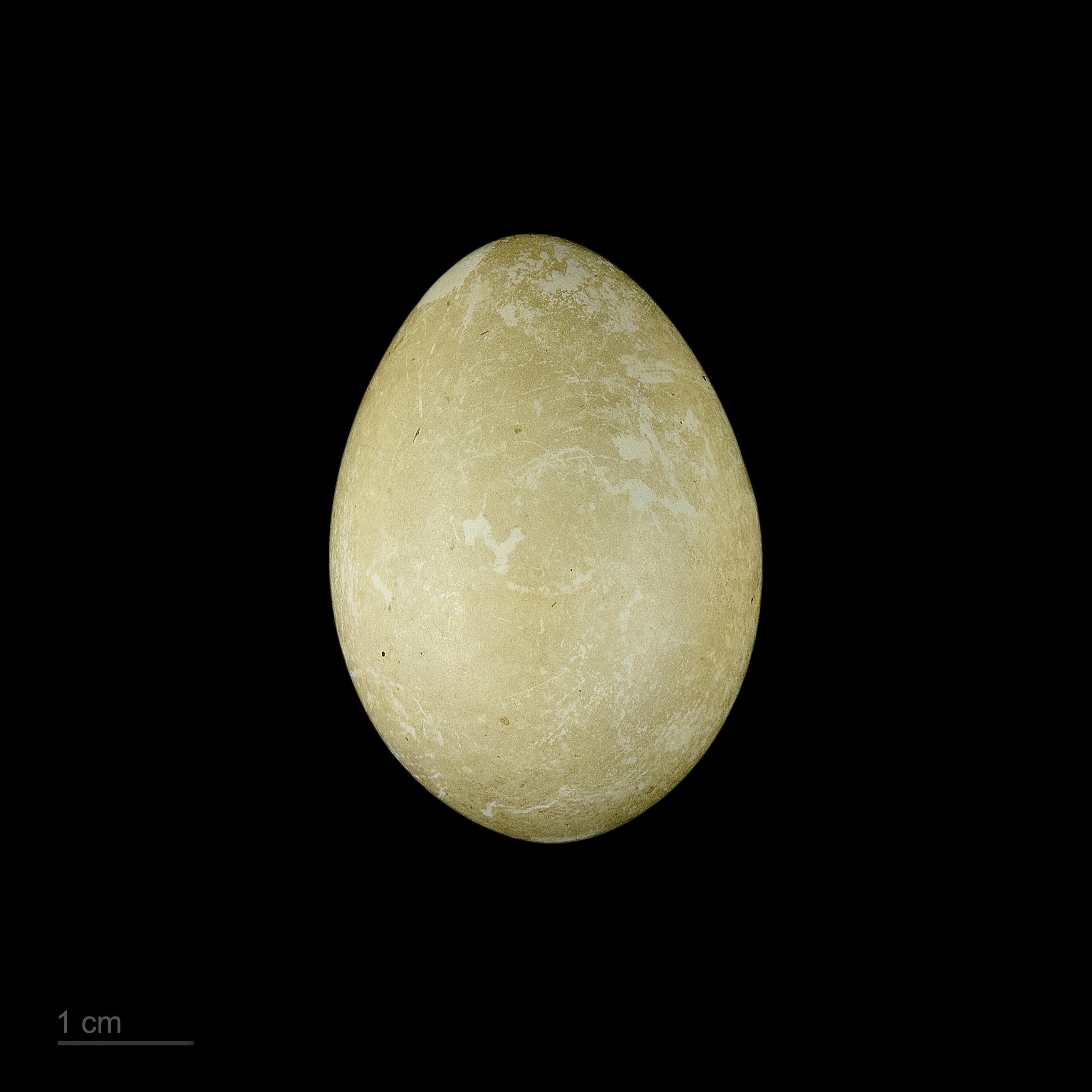
Podiceps auritus - MHNT

Su voz es un gorjeo agudo, rápido, tipo silbato. En verano suele ser silencioso.
Anida de abril a julio, poniendo cuatro o cinco huevos sobre un montón de hierbas sujetas a tallos de gramíneas de gran porte.
Se alimenta de peces pequeños, a los que captura zambulléndose. También come, en verano, insectos y crustáceos actuáticos.